# Copríncep d'Andorra
Els coprínceps d'Andorra són, conjuntament i indivisa, el cap d'Estat del Principat d'Andorra, tal com estableix el Títol III de la seva Constitució, promulgada el 1993. Aquesta representació es comparteix en igualtat i a títol personal entre el bisbe d'Urgell i el president de la República Francesa. El tractament envers els coprínceps és de Sa Excel·lència.
Actualment, els coprínceps d'Andorra són S.E. Mons. Josep-Lluís Serrano Pentinat (representat pel M.I. Sr. Eduard Ibáñez Pulido) i S.E. M. Emmanuel Macron (representat pel M.I. M. Patrick Strzoda). La disposició única d'aquesta diarquia ha persistit des del segle xi (pareatge d'Andorra) fins als temps actuals.

## Història
El senyor feudal del territori andorrà al segle X era Borrell II fins al moment que, el 988, intercanvià Andorra per terres de la Cerdanya amb la diòcesi d'Urgell; des de llavors, el bisbe d'Urgell ha governat Andorra. L'origen de la figura dels coprínceps es remunta al segle xi, quan es va establir un principi de repartiment feudatari d'Andorra (cosobirania) entre dos vassalls del comte d'Urgell: el mateix bisbe d'Urgell i el comte de Caboet. Quan aquest darrer va passar a ser possessió del vescomte de Castellbó, el repartiment es va transmetre en les mateixes condicions el 1186. Posteriorment, els dominis de Castellbó es van integrar al comtat de Foix, donant continuïtat a una nova transmissió el 1226. El 1278, un primer pareatge entre el bisbe d'Urgell i el comte de Foix (concretament entre el bisbe Pere d'Urtx i el comte Roger Bernat III de Foix), mediat per la Corona d'Aragó, posà fi a un període de disputes i confirmà les prerrogatives d'ambdós senyorius.
El bisbat d'Urgell va romandre sota tutela del comtat de Barcelona i la Corona d'Aragó, més tard integrada en la corona unificada espanyola, mentre que el 1479 el comtat de Foix va passar a ser possessió dels territoris bearnesos del Regne de Navarra, també anomenats de Baixa Navarra, donant origen a una sèrie de transmissions del títol dins de l'àmbit francès.
La Baixa Navarra es va integrar al Regne de França el 1589 amb l'arribada al tron d'Enric IV, moment a partir del qual els reis successius també es van titular de France et de Navarre. Lluís XIII va decidir el 1620 unir el títol de rei de Navarra i els seus drets transmesos del coprincipat d'Andorra a la corona francesa. Després de la Revolució francesa de 1789, la I República va renunciar al coprincipat fins que el 1806 l'emperador Napoleó Bonaparte va tornar a exercir de copríncep, considerant que el Reial Decret de 1620 havia transmès la part de sobirania francesa d'Andorra a l'estat francès, independentment de quina fos la seva forma de règim. Seguint aquest principi, els actuals presidents de la República Francesa són coprínceps d'Andorra.
La Constitució d'Andorra de 1993 va adoptar aquesta forma tradicional de representació.

## Els coprínceps a la Constitució de 1993
Els coprínceps, d'acord amb el Títol III de la Constitució andorrana de 1993 (en endavant, CA) i la tradició institucional del país, són el cap d'Estat del Principat d'Andorra, càrrec que exerceixen de forma conjunta i indivisa (art. 43.1 CA). Com a institució sorgida dels Pareatges i de la seva evolució històrica, els coprínceps són, a títol personal i exclusiu, el bisbe d'Urgell i el president de la República Francesa (art. 43.2 CA). Esdevenen símbol i garantia de la permanència i la continuïtat d'Andorra, així com de la seva independència i del manteniment de l'esperit paritari en les relacions amb els estats veïns -el Regne d'Espanya i la República Francesa- (art. 44.1 CA). Alhora, arbitren i moderen el funcionament dels poders públics i de les institucions (art. 44.2 CA).
La designació del copríncep Episcopal es produeix pel nomenament canònic del bisbe d'Urgell efectuat pel Summe Pontífex, i la del copríncep Francès per l'elecció mitjançant sufragi universal directe del poble francès al president de la República Francesa. En cas de vacança en aquestes magistratures, la Constitució reconeix la validesa dels mecanismes de substitució previstos en els ordenaments respectius, a fi que no s'interrompi el normal funcionament de les institucions andorranes (art. 49 CA).
Així, doncs, en el moment en què són designats pels càrrecs anteriorment citats esdevenen ex officio coprínceps d'Andorra i han de jurar o prometre exercir les seves funcions d'acord amb la Constitució (art. 43.2 CA). Tot i que la norma fonamental no ho especifica, el jurament s'ha anat efectuant en sessió del Consell General, ja que la cambra parlamentària expressa la representació mixta i paritària de la població nacional i de les set Parròquies i representa el poble andorrà (art. 50 CA). S.E. Mons. Joan - Enric Vives, actual copríncep Episcopal, va prestar el jurament personalment en sessió extraordinària celebrada el 10 de juliol del 2003. S.E. M. Emmanuel Macron, actual copríncep Francès, tal com ho havien fet els seus predecessors, va jurar a través del seu representant personal al Principat, el M.I. M. Patrick Strzoda, qui va donar lectura a la declaració en sessió ordinària celebrada el 15 de juny de 2017.
Els poders d'ambdós coprínceps són iguals i deriven de la Constitució i de les lleis (art. 43.2 CA). Llevat dels casos previstos en la norma fonamental, els coprínceps no estan subjectes a responsabilitat. De les seves accions se'n fan responsables els qui les contrasignen: són el cap de Govern, el síndic general i els ministres competents els qui referenden els actes establerts en l'article 45.1 de la Constitució (art. 75 CA).
Com a cap d'Estat assumeixen la més alta representació del Principat (art. 43.1 CA) en les relacions amb la comunitat internacional, especialment amb els estats veïns. Aquesta funció s'ha exercit de diverses formes. N'és un exemple l'assistència del copríncep Episcopal, el 2 de juny de 2011, a les celebracions organitzades a Roma amb motiu del 150è aniversari de la unificació d'Itàlia; o la seva presència, el 19 de març de 2013, a la Santa Missa d'inici del ministeri petrí del bisbe de Roma Francesc. A l'interior de les fronteres d'Andorra destaca el sopar de gala ofert al president de la República Portuguesa, Excm. Sr. Marcelo Rebelo de Sousa, en la visita oficial que va realitzar els dies 7 i 8 de setembre de 2017. Mons. Joan - Enric Vives també va rebre en audiència, el 10 de març de 2011, als prínceps hereus de Liechtenstein, Alois i Sophie; i va presidir, el 2 d'abril de 2013, un sopar oficial en honor de l'Excm. Sr. Ban Ki-moon, secretari general de l'Organització de les Nacions Unides.
Més enllà d'aquests esdeveniments institucionals, la màxima representació del país a l'exterior es porta a terme, en primer lloc, en la manifestació del consentiment de l'Estat per a obligar-se internacionalment (art. 44.1 CA), en especial per mitjà dels tractats (art. 45.1.h CA). Aquesta atribució constitucional es va exercir per primera vegada amb el Tractat de bon veïnatge, d'amistat i de cooperació entre el Principat d'Andorra, la República Francesa i el Regne d'Espanya i amb l'Instrument d'acceptació de les obligacions de la Carta de les Nacions Unides, ambdós de 4 de novembre de 1993.
Altrament, en relació amb els tractats internacionals, els coprínceps són informats de la seva conclusió (art. 64.2 CA) i poden participar en la negociació dels que afectin les relacions amb els estats veïns (art. 66.1 CA). En aquest supòsit, la representació andorrana comprendrà, a més dels membres nomenats pel Govern, a un membre nomenat per cada copríncep (art. 66.2 CA), i per l'adopció del text caldrà l'aprovació de tots els membres negociadors (art. 66.3 CA). També són informats dels altres projectes de tractats i d'acords internacionals i, a petició del Govern, poden ser associats a la negociació si així ho exigeix l'interès nacional d'Andorra, abans de la seva aprovació en seu parlamentària (art. 67 CA). El cas més recent és la participació de representants dels coprínceps (Concepció García en nom del copríncep Episcopal i Pascal Escande en nom del copríncep Francès) en la delegació andorrana que negocia un Acord d'Associació amb la Unió Europea.
En segon lloc, els coprínceps reben les cartes credencials dels ambaixadors que representen als seus respectius Estats al Principat (art. 45.1.e CA). Cada nou ambaixador ha de presentar les seves credencials a ambdós cap d'Estat, en dues cerimònies que se celebren a la Seu d'Urgell i a París. Els coprínceps, a més, ofereixen alternativament una recepció al cos diplomàtic, on es dirigeixen als presents amb un discurs. Els anys parells la presideix el copríncep Episcopal i els imparells el copríncep Francès. També acrediten els representants diplomàtics d'Andorra a l'estranger. Com a curiositat, destacar que l'ambaixador de la República Francesa presenta les cartes credencials a la mateixa autoritat que les ha emès, pel fet que recau en la mateixa persona les magistratures de president de la República Francesa i copríncep d'Andorra.
En assumptes interns, segons la norma fonamental, als coprínceps els corresponen atribucions en cadascun dels tres poders de l'Estat: el legislatiu, l'executiu i el judicial.
En el poder legislatiu les principals funcions són la convocatòria de les eleccions generals d'acord amb la carta magna (art. 45.1.a i 71 CA), la convocatòria de referèndums d'acord amb els articles 76 i 100 de la Constitució (art. 45.1.b CA), la signatura del decret de dissolució del Consell General que estableix l'article 71 de la norma fonamental (art. 45.1.d CA) i la sanció i promulgació de les lleis entre els vuit i els quinze dies posteriors a la seva aprovació per part del Consell General, a més d'ordenar-ne la publicació al Butlletí Oficial del Principat d'Andorra (art. 45.1.g i 63 CA).
Això no obstant, en el període establert per a la sanció, els coprínceps, conjuntament o separadament, poden adreçar-se al Tribunal Constitucional amb un missatge raonat per tal que aquest òrgan es pronunciï sobre la constitucionalitat de l'acte en qüestió. Si la resolució fos positiva, la disposició pot ser sancionada amb la signatura d'un sol copríncep (art. 45.2 CA). Aquesta situació es repeteix si concorren circumstàncies que impedeixen a un dels coprínceps la formalització dels actes establerts a l'article 45.1 de la Constitució. Dins dels terminis constitucionalment previstos, el seu representant ho ha de notificar al síndic general o al cap de Govern, segons correspongui. Transcorregut el termini, l'acte entrarà en vigor amb la signatura de l'altre copríncep i la contrasignatura del síndic general o del cap de Govern (art. 45.3 CA). Un exemple de legislació sancionada per un únic copríncep és la Llei qualificada del matrimoni, de 30 de juny de 1995.
Pel que fa al poder executiu, la principal funció dels coprínceps és el nomenament del cap de Govern, un cop hagi estat escollit pel Consell General en els termes previstos en la Constitució (art. 45.1.c i 73 CA).
En el desenvolupament de l'atribució d'arbitri i moderació del funcionament de les institucions del país, els coprínceps, a iniciativa pròpia, del síndic general o del cap de govern són informats regularment dels afers d'Estat (art. 44.2 CA). Això es va materialitzar en les visites que van fer el cap de Govern i la síndica general al copríncep Episcopal el 8 de juliol de 2020 i al copríncep Francès el 18 de juny de 2019. També es poden emmarcar en aquest apartat les audiències que els cap d'Estat mantenen amb els presidents dels grups polítics amb representació parlamentària, amb els ministres del Govern, amb els Cònsols majors i menors de les set parròquies o amb el raonador del ciutadà.
Probablement és en el poder judicial on els coprínceps tenen més llibertat d'acció i conserven algunes de les prerrogatives anteriors a la Constitució. Cadascun d'ells, com a acte discrecional, designa un dels cinc membres del Consell Superior de la Justícia (art. 46.1.c i 89 CA) i un dels quatre magistrats del Tribunal Constitucional (art. 46.1.d i 96 CA), alhora que signen el decret de nomenament de la resta dels magistrats constitucionals.
Als coprínceps també els correspon com a acte de lliure decisió l'exercici conjunt de la prerrogativa de gràcia (art. 46.1.a CA). Tradicionalment, la concessió d'un indult s'ha decretat amb motiu de la trobada dels dos cap d'Estat en sòl andorrà, coincidint amb la visita del copríncep Francès al Principat. L'últim decret d'aquestes característiques es va expedir el 18 d'octubre de 2019, acomplint un acord adoptat en la trobada entre SS.EE. Mons. Joan - Enric Vives i M. Emmanuel Macron a Casa de la Vall el dia 13 de setembre de 2019.
Entre les disposicions discrecionals dels coprínceps també es troben el requeriment de dictamen previ d'inconstitucionalitat de les lleis (art. 46.1.e CA), el requeriment del dictamen sobre la inconstitucionalitat dels tractats internacionals prèviament a la seva ratificació (art. 45.1.f. CA), la interposició de conflicte davant del Tribunal Constitucional per raó d'afectació de les seves funcions institucionals (art. 46.1.g CA) i l'atorgament de l'acord per a l'adopció d'un text d'un tractat internacional abans de la seva aprovació en seu parlamentària (art. 46.1.h CA). Cal destacar que totes les atribucions dels coprínceps establertes en els articles 45 i 46 de la Constitució han de ser exercides personalment pels cap d'Estat, llevat les anteriorment mencionades que es poden realitzar per delegació expressa (art 46.2 CA).
En darrera instància, cal mencionar el que disposa el Títol IX de la norma fonamental, corresponent a la seva modificació. La iniciativa de reforma de la Constitució correspondrà als coprínceps conjuntament o a una tercera part dels membres del Consell General (art. 105 CA). Superats els tràmits de reforma, els coprínceps sancionaran el nou text constitucional per a la seva promulgació i entrada en vigor (art. 107 CA).
Per al correcte desenvolupament de les seves funcions constitucionals i institucionals com a cap d'Estat, els coprínceps tenen la potestat de crear i estructurar els serveis que considerin necessaris, nomenar els seus titulars i acreditar-los a tots els efectes (art. 46.1.b. CA). En concret, el S.E. Mons. Joan Martí Alanis, copríncep Episcopal entre 1970 i 2003, va reestructurar els seus serveis per Decret de 31 de juliol de 1993. Aquest defineix els serveis com l'organisme del qual el mateix copríncep se serveix per a la realització de les seves funcions de cap d'Estat. Estan constituïts pel representant personal, que exerceix en virtut de delegació permanent tots els poders del copríncep, llevat els que la Constitució els reservi expressament per a l'exercici personal; el secretari general, que presta el seu suport administratiu a les autoritats i al Consell de la Mitra, sobretot amb els mitjans de comunicació; i el Consell de la Mitra, òrgan consultiu en tots aquells assumptes que el copríncep o el seu representant sotmetin a la seva deliberació, format pel representant personal, el secretari general i les persones, fins a un màxim de 9, elegides pel copríncep per un termini de quatre anys.
La Constitució ja preveu el fet que els coprínceps tenen altres responsabilitats al Bisbat d'Urgell i a la República Francesa i no resideixen al Principat i els permet nomenar un representant personal a Andorra (art. 48 CA). Els poders conferits al copríncep per la Constitució que no estiguin estrictament reservats per al seu exercici personal poden ser delegats al representant. Així mateix, en el marc de la negociació dels tractats previstos a l'article 66.1 de la carta magna, el representant personal és designat com a membre de la delegació andorrana que negociarà el tractat. Des del novembre del 2023 ençà, el representant del copríncep Episcopal és el M.I. Sr. Eduard Ibáñez Pulido i el representant del copríncep Francès, el M.I. M. Patrick Strzoda (des de 2017).
Finalment, esmentar que per al sosteniment econòmic de llurs serveis, el Pressupost General del Principat ha d'assignar una quantitat igual a cada copríncep, la qual poden disposar lliurement (art. 47 CA). Al llarg de tota l'etapa constitucional l'assignació econòmica als cap d'Estat ha sofert lleugeres modificacions. El Pressupost General corresponent a l'exercici de 2021 l'estableix en 707.499,60 €, el que suposa una quantitat de 353.749,80 € per a cada copríncep.

## Llista de coprínceps d'Andorra
A partir de Pere d'Urtx esdevenen bisbes i coprínceps d'Andorra. Per veure la llista completa de bisbes d'Urgell, vegeu la Llista de bisbes d'Urgell
| Copríncep Episcopal | Període                     | Notes                                                                | Copríncep Laic                  | Període |
| --- | --------------------------- | -------------------------------------------------------------------- | ------------------------------- | --- |
| 8-9-1278 Pariatge signat per Pere el Gran i el papa Nicolau III amb l'objectiu d'acabar amb les lluites entre els bisbes de la Seu d'Urgell i la Casa de Foix, on s'estableix el coprincipat i que suposa de facto la independència d'Andorra                                                        |                             |                                                                      |                                 | |
| Bisbes d'Urgell | Bisbes d'Urgell             | Bisbes d'Urgell                                                      | Comtes de Foix                  | Comtes de Foix |
| Bisbes d'Urgell | Bisbes d'Urgell             | Bisbes d'Urgell                                                      | Casal de Foix                   | |
| Pere d'Urtx | 1278-1293                   | Pel pareatge esdevé copríncep Andorra se segrega del comtat d'Urgell | Roger Bernat III                | 1278-1302 |
| Guillem de Montcada | 1295-1308                   |                                                                      | Roger Bernat III                | 1278-1302 |
| Guillem de Montcada | 1295-1308                   | Casa de Foix-Bearn                                                   |                                 | |
| Guillem de Montcada | 1295-1308                   | Gastó I                                                              | 1302-1315                       | |
| Ramon Trebailla | 1308-1326                   | Gastó I                                                              | 1302-1315                       | |
| Ramon Trebailla | 1308-1326                   | Gastó II                                                             | 1315-1343                       | |
| Arnau de Llordat | 1326-1341                   | Gastó II                                                             | 1315-1343                       | |
| Pere de Narbona | 1341-1348                   | Gastó II                                                             | 1315-1343                       | |
| Pere de Narbona | 1341-1348                   | Gastó III                                                            | 1343-1391                       | |
| Nicolau Capocci | 1348-1351                   | Gastó III                                                            | 1343-1391                       | Cardenal conegut com cardenal d'Urgell |
| Hug Desbac | 1351-1361                   | Gastó III                                                            | 1343-1391                       | |
| Guillem Arnau de Patau | 1361-1364                   | Gastó III                                                            | 1343-1391                       | |
| seu vacant | 1364 - 1365                 | Gastó III                                                            | 1343-1391                       | |
| Pere de Lluna | 1365-1370                   | Gastó III                                                            | 1343-1391                       | D'origen aragonès posteriorment antipapa Benet XIII (1394-1423)                                                                               |
| Berenguer d'Erill i de Pallars | 1371-1387                   | Gastó III                                                            | 1343-1391                       | |
| Galceran de Vilanova | 1388-1396                   | Gastó III                                                            | 1343-1391                       | Bisbe d'Urgell (1388 - 1415) i copríncep en dos períodes                                                                                      |
| Galceran de Vilanova | 1388-1396                   | Mateu I                                                              | 1391-1396                       | Bisbe d'Urgell (1388 - 1415) i copríncep en dos períodes                                                                                      |
| Primera annexió a la Corona d'Aragó Andorra va estar annexada a la Corona d'Aragó el 1396 arran de la Invasió de Mateu I de Foix. |                             |                                                                      |                                 | |
| Martí I l'Humà (1396) |                             |                                                                      |                                 | |
| Bisbes d'Urgell (restaurat) | Bisbes d'Urgell (restaurat) | Bisbes d'Urgell (restaurat)                                          | Comtes de Foix (restaurat)      | Comtes de Foix (restaurat) |
| Bisbes d'Urgell (restaurat) | Bisbes d'Urgell (restaurat) | Bisbes d'Urgell (restaurat)                                          | Casal de Foix-Bearn (restaurat) | |
| Galceran de Vilanova (restaurat) | 1396-1415                   |                                                                      | Mateu I (restaurat)             | 1396-1398 |
| Galceran de Vilanova (restaurat) | 1396-1415                   | Isabel I                                                             | 1398-1413                       | |
| Galceran de Vilanova (restaurat) | 1396-1415                   | Dinastia Grailly                                                     |                                 | |
| Galceran de Vilanova (restaurat) | 1396-1415                   | Joan I                                                               | 1413-1436                       | |
| Francesc de Tovia | 1415-1436                   | Joan I                                                               | 1413-1436                       | |
| Francesc de Tovia | 1415-1436                   | Gastó IV                                                             | 1436-1472                       | |
| Arnau Roger de Pallars | 1436-1461                   | Gastó IV                                                             | 1436-1472                       | |
| Jaume de Cardona i de Gandia | 1461-1466                   | Gastó IV                                                             | 1436-1472                       | Cardenal |
| Roderic de Borja i Escrivà | 1467-1472                   | Gastó IV                                                             | 1436-1472                       | |
| Pere de Cardona | 1472-1512                   | Bisbe d'Urgell (1472 - 1515) i copríncep en dos períodes             | Reis de Navarra                 | Reis de Navarra |
| Pere de Cardona | 1472-1512                   | Bisbe d'Urgell (1472 - 1515) i copríncep en dos períodes             | Francesc I                      | 1472-1483 |
| Pere de Cardona | 1472-1512                   | Bisbe d'Urgell (1472 - 1515) i copríncep en dos períodes             | Caterina I                      | 1483-1512 |
| Segona annexió a la Corona d'Aragó Andorra va estar annexada a la Corona d'Aragó entre el 1512 i el 1513 |                             |                                                                      |                                 | |
| Ferran el Catòlic (1512 - 1513) |                             |                                                                      |                                 | |
| Bisbes d'Urgell (restaurat) | Bisbes d'Urgell (restaurat) | Bisbes d'Urgell (restaurat)                                          | Reis de Navarra (restaurat)     | Reis de Navarra (restaurat) |
| Bisbes d'Urgell (restaurat) | Bisbes d'Urgell (restaurat) | Bisbes d'Urgell (restaurat)                                          | Dinastia Grailly (restaurat)    | |
| Pere de Cardona (restaurat) | 1513-1515                   |                                                                      | Caterina I (restaurat)          | 1513-1517 |
| Joan d'Espés o Despés i Sescomes | 1515-1530                   |                                                                      | Caterina I (restaurat)          | 1513-1517 |
| Joan d'Espés o Despés i Sescomes | 1515-1530                   | Dinastia Albret                                                      |                                 | |
| Joan d'Espés o Despés i Sescomes | 1515-1530                   | Enric II                                                             | 1517-1555                       | |
| seu vacant | 1530 - 1532                 | Enric II                                                             | 1517-1555                       | |
| Pedro Jordán de Urríes | 1532-1533                   | Enric II                                                             | 1517-1555                       | |
| Francisco Jordán de Urríes | 1534-1551                   | Enric II                                                             | 1517-1555                       | |
| Joan Punyet | 1551-1552                   | Enric II                                                             | 1517-1555                       | Bisbe de Cirene, administrador apostòlic |
| Miquel Despuig i Vacarte | 1552-1556                   | Enric II                                                             | 1517-1555                       | |
| Miquel Despuig i Vacarte | 1552-1556                   | Joana III                                                            | 1555-1572                       | |
| Juan Pérez García de Oliván | 1556-1560                   | Joana III                                                            | 1555-1572                       | d'origen aragonès |
| Pere de Castellet i d'Icart | 1561-1571                   | Joana III                                                            | 1555-1572                       | |
| Joan Dimes Lloris | 1571-1576                   |                                                                      | Dinastia Borbó                  | Dinastia Borbó |
| Joan Dimes Lloris | 1571-1576                   | Enric IV                                                             | 1572-1610                       | |
| seu vacant | 1576 - 1578                 | Enric IV                                                             | 1572-1610                       | |
| Miquel Jeroni Morell | 1578-1579                   | Enric IV                                                             | 1572-1610                       | |
| Hug Ambròs de Montcada | 1579-1586                   | Enric IV                                                             | 1572-1610                       | |
| seu vacant | 1586 - 1588                 | Enric IV                                                             | 1572-1610                       | |
| Andreu Capella | 1588-1609                   | Enric IV                                                             | 1572-1610                       | |
| Bernat de Salbà i de Salbà | 1609-1620                   | de Barcelona                                                         | Lluís XIII                      | 1610-1620 |
| seu vacant | 1620 - 1622                 |                                                                      |                                 | |
| Luís Díez de Aux de Armendáriz | 1622-1627                   |                                                                      | Reis de França                  | Reis de França |
| Luís Díez de Aux de Armendáriz | 1622-1627                   | Lluís XIII                                                           | 1620-1643                       | |
| Antonio Pérez Maxo | 1627-1632                   | Lluís XIII                                                           | 1620-1643                       | |
| seu vacant | 1632 - 1634                 | Lluís XIII                                                           | 1620-1643                       | |
| Pau Duran | 1634-1651                   | Lluís XIII                                                           | 1620-1643                       | Partidari de la monarquia hispànica durant la Guerra dels Segadors                                                                            |
| Pau Duran | 1634-1651                   | Lluís XIV                                                            | 1643-1715                       | Partidari de la monarquia hispànica durant la Guerra dels Segadors                                                                            |
| Llorenç Barutell i Puigmarí | 1651 - 1659                 | Lluís XIV                                                            | 1643-1715                       | Durant l'ocupació francesa exercí de bisbe d'Urgell (sense consagrar) i de copríncep i d'ardiaca de la Cerdanya, a proposta de Pèire de Marca |
| Juan Manuel de Espinosa | 1660-1664                   | Lluís XIV                                                            | 1643-1715                       | Arquebisbe de Tarragona (1664) |
| Melcior de Palau i Boscà | 1664-1670                   | Lluís XIV                                                            | 1643-1715                       | |
| Pere de Copons i de Teixidor | 1670-1681                   | Lluís XIV                                                            | 1643-1715                       | |
| seu vacant | 1681 - 1682                 | Lluís XIV                                                            | 1643-1715                       | |
| Joan Desbach i Martorell | 1682-1688                   | Lluís XIV                                                            | 1643-1715                       | |
| seu vacant | 1688 - 1689                 | Lluís XIV                                                            | 1643-1715                       | |
| Oleguer de Montserrat i Rufet | 1689-1694                   | Lluís XIV                                                            | 1643-1715                       | |
| seu vacant | 1694 - 1695                 | Lluís XIV                                                            | 1643-1715                       | |
| Julián Cano Thebar | 1695-1714                   | Lluís XIV                                                            | 1643-1715                       | |
| Simeó de Guinda i Apeztegui | 1714-1737                   | Lluís XIV                                                            | 1643-1715                       | |
| Simeó de Guinda i Apeztegui | 1714-1737                   | Lluís XV                                                             | 1715-1774                       | |
| seu vacant | Agost 1737 Maig 1738        | Lluís XV                                                             | 1715-1774                       | |
| Jordi Curado i Torreblanca | 1738-1747                   | Lluís XV                                                             | 1715-1774                       | |
| Sebastià d'Emparán i de Loyola | 1747-1756                   | Lluís XV                                                             | 1715-1774                       | |
| seu vacant | 1756 - 1757                 | Lluís XV                                                             | 1715-1774                       | |
| Francesc Josep Catalán de Ocón | 1757-1762                   | Lluís XV                                                             | 1715-1774                       | de Torrox (Andalusia) |
| Francesc Fernández de Xátiva y Contreras | 1763-1771                   | Lluís XV                                                             | 1715-1774                       | de Casas-Ibáñez, Regne de Castella |
| seu vacant | 1771 - 1772                 | Lluís XV                                                             | 1715-1774                       | |
| Joaquín de Santiyán y Valdivielso | 1772-1779                   | Lluís XV                                                             | 1715-1774                       | |
| Joaquín de Santiyán y Valdivielso | 1772-1779                   | Lluís XVI                                                            | 1774-1792                       | |
| seu vacant | 1779 - 1780                 | Lluís XVI                                                            | 1774-1792                       | |
| Juan de García i Montenegro | 1780-1783                   | Lluís XVI                                                            | 1774-1792                       | de Lugo |
| Josep de Boltas i Vélez | 1783-1795                   | Lluís XVI                                                            | 1774-1792                       | |
| Josep de Boltas i Vélez | 1783-1795                   | Primera República Francesa França renuncia al coprincipat. 1793-1806 |                                 | |
| seu vacant | 1795 - 1797                 |                                                                      |                                 | |
| Francesc Antoni de la Dueña y Cisneros | 1797-1812                   | Bisbe d'Urgell (1797 - 1814) i copríncep en dos períodes             |                                 | |
| Francesc Antoni de la Dueña y Cisneros | 1797-1812                   | Bisbe d'Urgell (1797 - 1814) i copríncep en dos períodes             | Emperadors de França            | |
| Francesc Antoni de la Dueña y Cisneros | 1797-1812                   | Bisbe d'Urgell (1797 - 1814) i copríncep en dos períodes             | Dinastia Bonaparte              | |
| Francesc Antoni de la Dueña y Cisneros | 1797-1812                   | Bisbe d'Urgell (1797 - 1814) i copríncep en dos períodes             | Napoleó I                       | 1806-1814 |
| Annexió del Principat d'Andorra al Departament del Segre dins l'Imperi Napoleònic |                             |                                                                      |                                 | |
| Napoleó Bonaparte (1812-1814) |                             |                                                                      |                                 | |
| — Pel Tractat de París és restaurat el Principat d'Andorra— |                             |                                                                      |                                 | |
| Francesc Antoni de la Dueña y Cisneros (restaurat) | 1814-1816                   |                                                                      | Reis de França (restaurat)      | Reis de França (restaurat) |
| Francesc Antoni de la Dueña y Cisneros (restaurat) | 1814-1816                   | Dinastia Borbó (restaurat)                                           |                                 | |
| Francesc Antoni de la Dueña y Cisneros (restaurat) | 1814-1816                   | Lluís XVIII                                                          | 1814-1815                       | |
| Francesc Antoni de la Dueña y Cisneros (restaurat) | 1814-1816                   | Emperadors de França (restaurat)                                     |                                 | |
| Francesc Antoni de la Dueña y Cisneros (restaurat) | 1814-1816                   | Dinastia Bonaparte (restaurat)                                       |                                 | |
| Francesc Antoni de la Dueña y Cisneros (restaurat) | 1814-1816                   | Napoleó I (restaurat)                                                | 1815                            | |
| seu vacant | 1816 - 1817                 |                                                                      |                                 | |
| Bernardo Francés y Caballero | 1817-1824                   |                                                                      | Reis de França (restaurat)      | Reis de França (restaurat) |
| Bernardo Francés y Caballero | 1817-1824                   | Dinastia Borbó (restaurat)                                           |                                 | |
| Bernardo Francés y Caballero | 1817-1824                   | Lluís XVIII (restaurat)                                              | 1817-1824                       | |
| Isidoro Bonifacio López y Pulido | 1824-1827                   |                                                                      | Carles X                        | 1824-1830 |
| Simó de Guardiola i Hortoneda | 1827-1851                   |                                                                      | Carles X                        | 1824-1830 |
| Simó de Guardiola i Hortoneda | 1827-1851                   | Dinastia Orléans                                                     |                                 | |
| Simó de Guardiola i Hortoneda | 1827-1851                   | Lluís Felip I                                                        | 1830-1848                       | |
| Simó de Guardiola i Hortoneda | 1827-1851                   | Segona República Francesa                                            |                                 | |
| Simó de Guardiola i Hortoneda | 1827-1851                   | Lluís Napoleó Bonaparte                                              | 1848-1852                       | |
| Simó de Guardiola i Hortoneda | 1827-1851                   | Emperadors de França (restaurat)                                     |                                 | |
| Simó de Guardiola i Hortoneda | 1827-1851                   | Dinastia Bonaparte (restaurat)                                       |                                 | |
| Simó de Guardiola i Hortoneda | 1827-1851                   | Napoleó III                                                          | 1852-1870                       | |
| seu vacant | 1851 - 1853                 | Napoleó III                                                          | 1852-1870                       | |
| Josep Caixal i Estradé | 1853-1879                   | Napoleó III                                                          | 1852-1870                       | |
| Josep Caixal i Estradé | 1853-1879                   | Tercera República Francesa                                           |                                 | |
| Josep Caixal i Estradé | 1853-1879                   | Adolphe Thiers                                                       | 1871-1873                       | |
| Josep Caixal i Estradé | 1853-1879                   | Patrice de Mac Mahon                                                 | 1873-1879                       | |
| Salvador Casañas i Pagès | 1879-1901                   |                                                                      | Jules Grévy                     | 1879-1887 |
| Salvador Casañas i Pagès | 1879-1901                   | Sadi Carnot                                                          | 1887-1894                       | |
| Salvador Casañas i Pagès | 1879-1901                   | Jean Casimir-Perier                                                  | 1894-1895                       | |
| Salvador Casañas i Pagès | 1879-1901                   | Félix Faure                                                          | 1895-1899                       | |
| Salvador Casañas i Pagès | 1879-1901                   | Émile Loubet                                                         | 1899-1906                       | |
| Ramon Riu i Cabanes | 1901                        | Émile Loubet                                                         | 1899-1906                       | |
| Toribio Martín Barranco | 1902                        | Émile Loubet                                                         | 1899-1906                       | Suplent i vicari apostòlic |
| Joan Josep Laguarda i Fenollera | 1902-1906                   | Émile Loubet                                                         | 1899-1906                       | |
| seu vacant | 1906 - 1907                 |                                                                      |                                 | |
| Josep Pujargimzú | Abril a Juny de 1907        | Suplent i vicari apostòlic                                           | Armand Fallières                | 1906-1913 |
| Joan Baptista Benlloch i Vivó | 1907-1919                   |                                                                      | Armand Fallières                | 1906-1913 |
| Joan Baptista Benlloch i Vivó | 1907-1919                   | Raymond Poincaré                                                     | 1913-1920                       | |
| Jaume Viladrich i Gaspar | 1919-1920                   | Raymond Poincaré                                                     | 1913-1920                       | Suplent i vicari apostòlic |
| Justí Guitart i Vilardebò | 1920-1934                   |                                                                      | Paul Deschanel                  | 1920 |
| Justí Guitart i Vilardebò | 1920-1934                   | Alexandre Millerand                                                  | 1920-1924                       | |
| Justí Guitart i Vilardebò | 1920-1934                   | Gaston Doumergue                                                     | 1924-1931                       | |
| Justí Guitart i Vilardebò | 1920-1934                   | Paul Doumer                                                          | 1931-1932                       | |
| Justí Guitart i Vilardebò | 1920-1934                   | Albert Lebrun                                                        | 1932-1934                       | |
| Regne d'Andorra El Consell General de les Valls d'Andorra declarà Borís I d'Andorra primer rei d'Andorra el 8 de juliol de 1934, tot i que el seu regnat va durar només 13 dies en ser arrestat per la Guàrdia Civil el 21 de juliol de 1934 a petició del Bisbe d'Urgell per usurpació d'autoritat. |                             |                                                                      |                                 | |
| Bisbes d'Urgell | Bisbes d'Urgell             | Bisbes d'Urgell                                                      | Tercera República Francesa      | Tercera República Francesa |
| Bisbes d'Urgell | Bisbes d'Urgell             | Bisbes d'Urgell                                                      | Albert Lebrun                   | 1934-1940 |
| Justí Guitart i Vilardebò | 1934-1940                   |                                                                      | Albert Lebrun                   | 1934-1940 |
| Ricard Fornesa i Puigdemasa | 1940-1943                   | Suplent i vicari apostòlic                                           | Règim de Vichy                  | Règim de Vichy |
| Ricard Fornesa i Puigdemasa | 1940-1943                   | Suplent i vicari apostòlic                                           | Philippe Pétain                 | 1940-1944 |
| Ramon Iglesias i Navarri | 1943-1969                   |                                                                      | Philippe Pétain                 | 1940-1944 |
| Ramon Iglesias i Navarri | 1943-1969                   | Govern provisional de França                                         |                                 | |
| Ramon Iglesias i Navarri | 1943-1969                   | Charles de Gaulle                                                    | 1944-1946                       | |
| Ramon Iglesias i Navarri | 1943-1969                   | Félix Gouin                                                          | 1946                            | |
| Ramon Iglesias i Navarri | 1943-1969                   | Georges Bidault                                                      | 1946-1947                       | |
| Ramon Iglesias i Navarri | 1943-1969                   | Quarta República Francesa                                            |                                 | |
| Ramon Iglesias i Navarri | 1943-1969                   | Vincent Auriol                                                       | 1947-1954                       | |
| Ramon Iglesias i Navarri | 1943-1969                   | René Coty                                                            | 1954-1959                       | |
| Ramon Iglesias i Navarri | 1943-1969                   | Cinquena República Francesa                                          |                                 | |
| Ramon Iglesias i Navarri | 1943-1969                   | Charles de Gaulle                                                    | 1959-1969                       | |
| Ramon Malla Call | 1969-1971                   | Bisbe de Lleida (1968-1999) Suplent i administrador apostòlic        | Georges Pompidou                | 1969-1974 |
| Joan Martí Alanis | 1971-2003                   | Arquebisbe "ad personam"                                             | Georges Pompidou                | 1969-1974 |
| Joan Martí Alanis | 1971-2003                   | Arquebisbe "ad personam"                                             | Valéry Giscard d'Estaing        | 1974-1981 |
| Joan Martí Alanis | 1971-2003                   | Arquebisbe "ad personam"                                             | François Mitterrand             | 1981-1995 |
| Joan Martí Alanis | 1971-2003                   | Arquebisbe "ad personam"                                             | Jacques Chirac                  | 1995-2007 |
| Joan Enric Vives Sicília | 2003-2025                   | Arquebisbe d'Urgell “ad personam” des de 2009                        | Jacques Chirac                  | 1995-2007 |
| Joan Enric Vives Sicília | 2003-2025                   | Arquebisbe d'Urgell “ad personam” des de 2009                        | Nicolas Sarkozy                 | 2007-2012 |
| Joan Enric Vives Sicília | 2003-2025                   | Arquebisbe d'Urgell “ad personam” des de 2009                        | François Hollande               | 2012-2017 |
| Joan Enric Vives Sicília | 2003-2025                   | Arquebisbe d'Urgell “ad personam” des de 2009                        | Emmanuel Macron                 | 2017- |
| Josep-Lluís Serrano Pentinat | 2025-                       |                                                                      |                                 | |
| Josep-Lluís Serrano Pentinat | 2025-                       | Emmanuel Macron                                                      | 2017-                           | |